# Eugénie Grandet
Eugénie Grandet (Eugênia Grandet na edição brasileira da Comédia Humana organizada por Paulo Rónai) é o primeiro grande romance de Honoré de Balzac, escrito em 1833 "num dos raros momentos felizes de sua vida".  Publicado pela primeira vez no semanário L'Europe littéraire (Europa literária) em setembro de 1833, sob o título Eugénie Grandet, histoire de province. Publicado em forma de livro em 1834, pela editora de Madame Charles-Béchet e em 1839 pela editora de Gervais Charpentier, com uma dedicatória àquela que havia sido amante de Balzac: Maria du Fresnay. Na edição Furne, de 1843, o romance situa-se no primeiro volume das Cenas da Vida Provinciana da Comédia Humana, entre Ursula Mirouët e Pierrette.
O romance apresenta a mentalidade da época da Restauração (1814 - 1830) e, como Um Conto de Natal, de Dickens, ou O Avarento, de Molière, desenvolve o tema da avareza exacerbada. Aborda também a paixão despertada em uma jovem provinciana de 23 anos, que vive com seus pais em Saumur, às margens do Loire, por seu primo parisiense e aristocrático, que viera àquela cidade por recomendação de seu pai, que logo em seguida se suicidaria em razão de suas dívidas.
A jovem que dá nome ao livro  é filha de um rico e avarento vinhateiro que fora toneleiro antes de iniciar sua fortuna, ao se casar, graças à herança de sua esposa. As famílias mais distintas da região disputavam  a mão de Eugénie  para se apossarem da fortuna, mas a chegada do primo parisiense, Charles Grandet, modifica totalmente a situação, pois, a partir de então, Eugênia sofre as maiores provações por causa dele, a começar pela opinião do pai, contrária ao matrimônio entre os dois. A ingênua jovem padece de uma paixão que "dificilmente está à altura do amado".
Fiódor Dostoiévski traduziu a obra para o russo em 1843.

## Enredo
Eugénie Grandet  (Eugênia na tradução brasileira organizada por Paulo Rónai) se passa na cidade de Saumur. O pai de Eugénie, Félix Grandet, é um ex-tanoeiro que enriquece, tanto por seus empreendimentos arriscados quanto pelas heranças que obteve (o que inclui as propriedades de sua sogra e do pai e da mãe desta). No entanto, o Grandet é muito avarento, e ele, sua mulher, sua filha e sua criada Nanon vivem em uma velha casa em condições precárias. Seu banqueiro, o Senhor des Grassins, deseja que Eugênia se case com seu filho Adolphe (Adolfo); já o seu advogado, Cruchot, deseja que ela se case com seu sobrinho Cruchot des Bonfons, ambos com interesse na herança de Félix Grandet. As duas famílias frequentemente visitam os Grandet com o objetivo de obter sua afeição, enquanto o Senhor Grandet joga uns contra os outros, visando seus próprios interesses.
No dia do aniversário de Eugênia, em 1819, o sobrinho do Senhor Grandet, Charles Grandet (Carlos), chega de Paris de forma inesperada, enviado por seu pai, Guillaume (Guilherme). Carlos não percebe que seu pai, tendo falido, está planejando se suicidar. Guilherme revela seu intento ao irmão em uma carta confidencial trazida por Carlos.
Carlos é um jovem mimado e indolente que tem um caso com uma mulher mais velha. A ruína e o suicídio de seu pai logo são publicados no jornal, e seu tio revela seus problemas a ele. O sr. Grandet considera Carlos um fardo e planeja enviá-lo ao ultramar para que faça sua própria fortuna. Porém, Eugênia e Carlos se apaixonam e esperam  se casar. Ela lhe dá algum de seu dinheiro para ajudá-lo em seus empreendimentos comerciais.
Depois da partida de Carlos, o Senhor Grandet se enfurece ao descobrir que Eugênia dera seu dinheiro (em moedas de ouro) ao primo. Resulta daí a doença da esposa e o confinamento da filha em seu quarto. Pai e filha acabam se reconciliando, e ele, relutantemente, concorda que a filha despose Carlos.
Em 1827, Carlos retorna à França. Àquela altura, o pai e a mãe de Eugênia já tinham falecido. Mas Carlos já não ama Eugênia. Tornara-se riquíssimo e extremamente corrupto. Afinal, fica noivo da filha de uma família aristocrática empobrecida no intuito de se tornar respeitável.
Eugênia casa-se com Cruchot de Bonfons sob a condição de permanecer virgem após o casamento. Mas Cruchot morre prematuramente, e, no final do livro, Eugênia torna-se uma viúva rica de 33 anos, tendo herdado a fortuna do marido. "Tal é a história dessa mulher, alheia ao mundo no meio do mundo; e que, feita para ser uma excelente esposa e mãe, não tem marido, nem filhos, nem família."

## Crítica
"O romance alcançou êxito excepcional. Até os adversários de Balzac admitiram tratar-se de uma obra-prima que muito lembrava os grandes modelos clássicos." Exemplifica a realidade daquela época, a submissão da esposa do bom Grandet - pai de Eugénie - que durante todo o casamento só não foi total quando sua filha descobriu a paixão, que se tornou mais dramática com a partida de Charles para as Índias. Mas não há muito espaço para uma visão romanceada do mundo nesta obra. Ao mesmo tempo ela não nega a existência de sinceridade nos sentimentos humanos, nem cai em um pessimismo indiscriminado.

## Trecho do livro
"Os avarentos não acreditam numa vida futura, o presente é tudo para eles. Esta reflexão joga uma horrível clareza sobre a época atual em que, mais que em qualquer outro tempo, o dinheiro domina as leis, a política e os costumes. Instituições, livros, homens e doutrinas, tudo conspira para solapar a crença numa vida futura, sobre a qual o edifício social se apoia há mil e oitocentos anos. Atualmente, a sepultura é uma transição pouco temida. O amanhã que nos esperava além do Requiem foi transportado para o presente. Chegar per fas et nefas [por todos os meios] ao paraíso terrestre do luxo e das vaidosas alegrias, petrificar o coração e macerar o corpo em busca de bens passageiros como outrora se suportava o martírio em busca dos bens eternos, eis o pensamento geral. Pensamento que, aliás, está escrito em toda parte, até nas leis, que perguntam ao legislador: "Que pagas?" em vez de indagar: "Que pensas?" Quando essa doutrina tiver passado da burguesia ao povo, que será do país?"